# Художественная галерея Онтарио

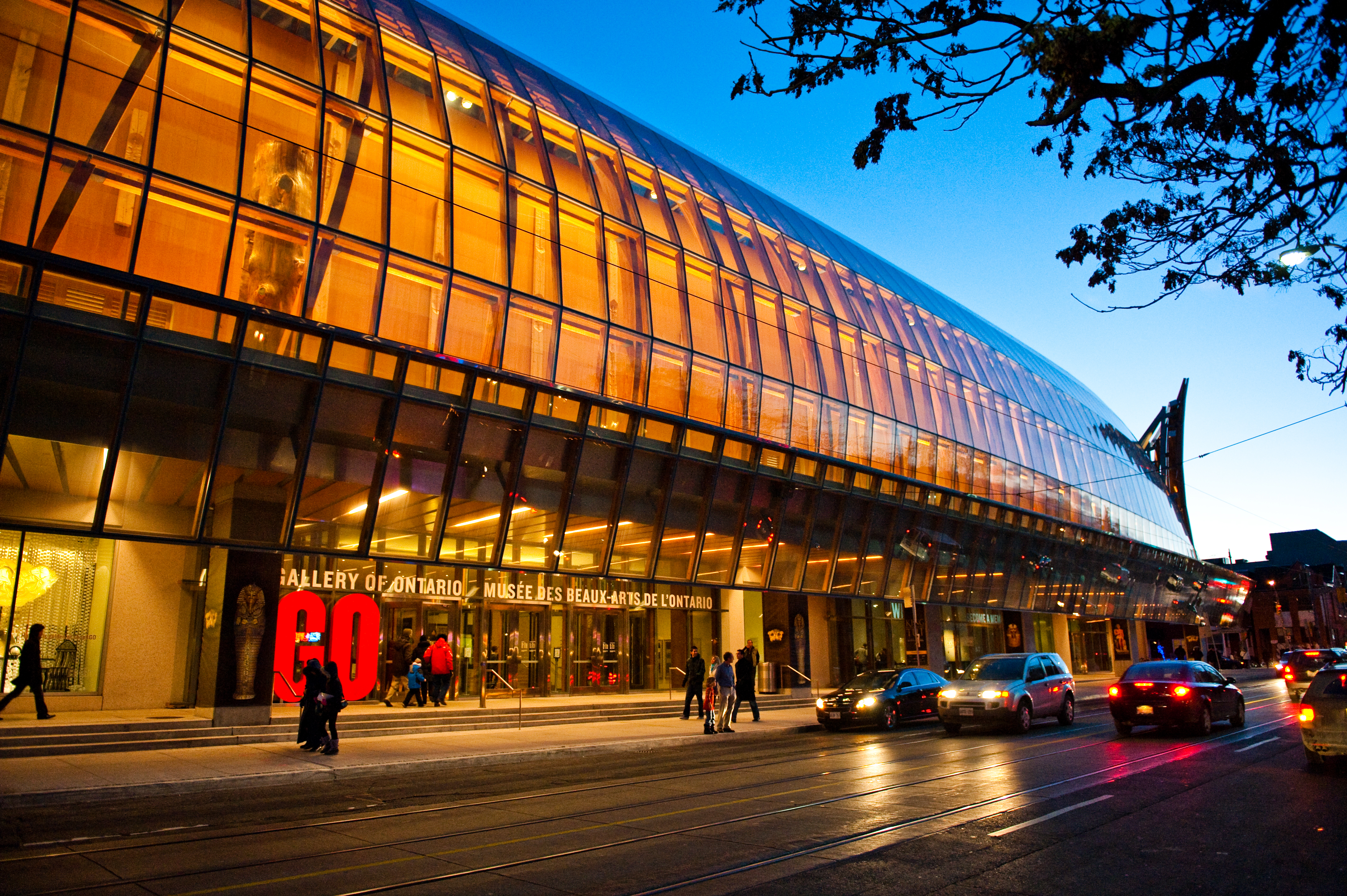
Вид на галерею вечером

Художественная галерея Онтарио (англ. Art Gallery of Ontario) — галерея в Торонто, со своими 45 тысячами квадратных метров выставочной площади является одним из крупнейших художественных музеев в Северной Америке. Имеет три основные коллекции: канадского искусства, европейской живописи и скульптуры Генри Мура.

## История
Художественный музей был основан в 1900 году под названием «Художественный музей Торонто». В 1919 году музей был переименован в «Художественную галерею Торонто». В 1966 году он получил своё нынешнее название.

## Коллекции
Музей имеет в общей сложности более 68 тыс. экспонатов.
Европейская живопись представлена работами Рембрандта, Питера Брейгеля Младшего, Тинторетто, Франса Халса, Ван Гога, Клода Моне, Поля Гогена, Эдгара Дега, Ренуара и Пикассо.

### Избранные картины из коллекции музея

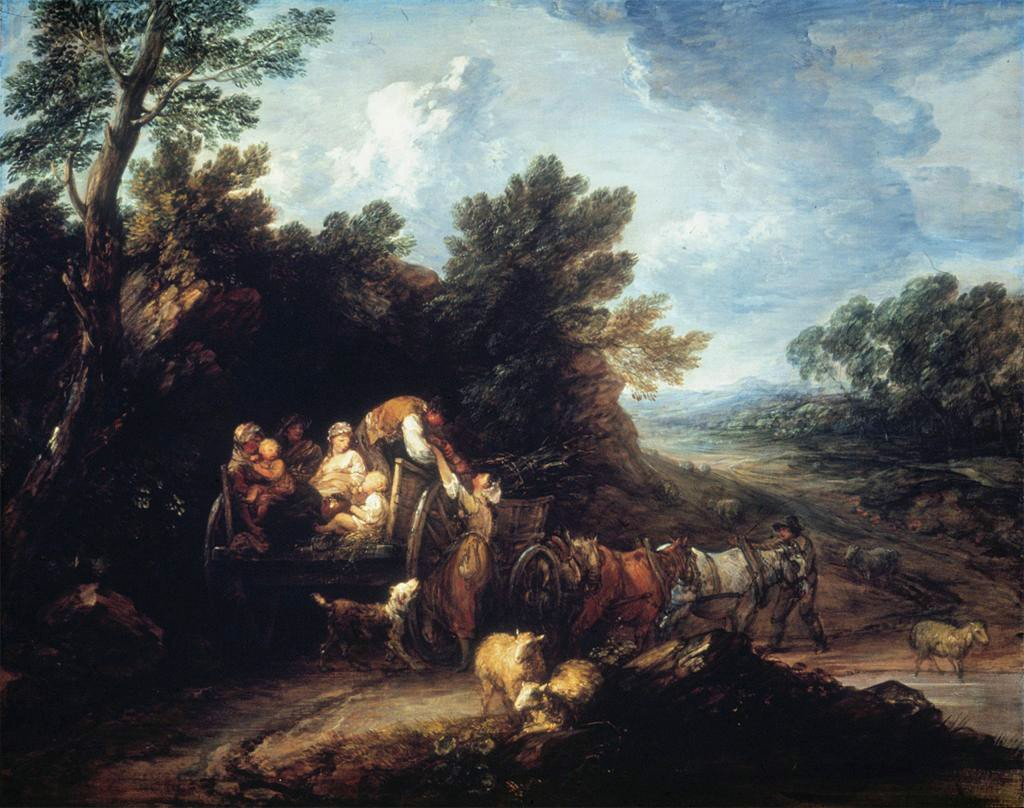
Томас Гейнсборо, Повозка с урожаем, 1784
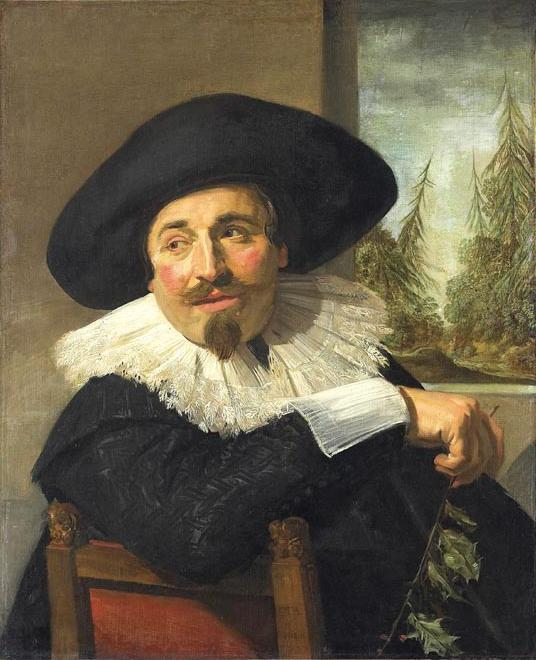
Франс Халс, Портрет Исаака Абрахамса Масса, 1626
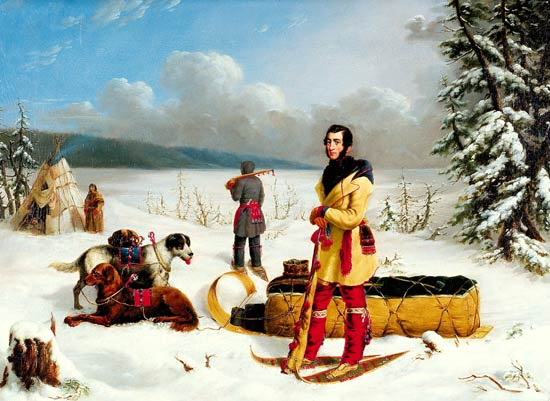
Пол Кейн, Сцена на Северо-Западе: Портрет Джона Генри Лефроя, 1845
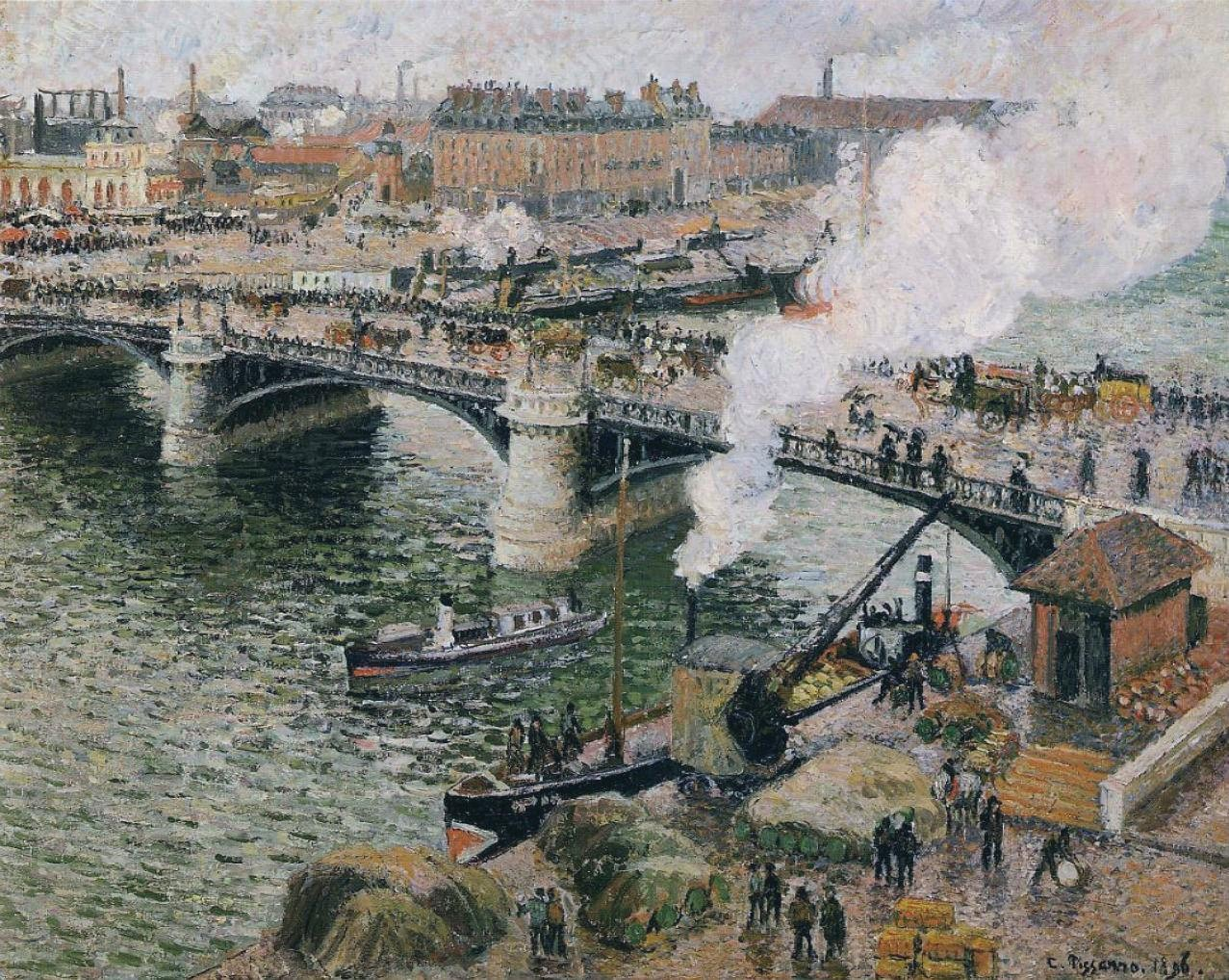
Камиль Писсаро, Мост Буальдьё в Руане в дождливый день, 1896
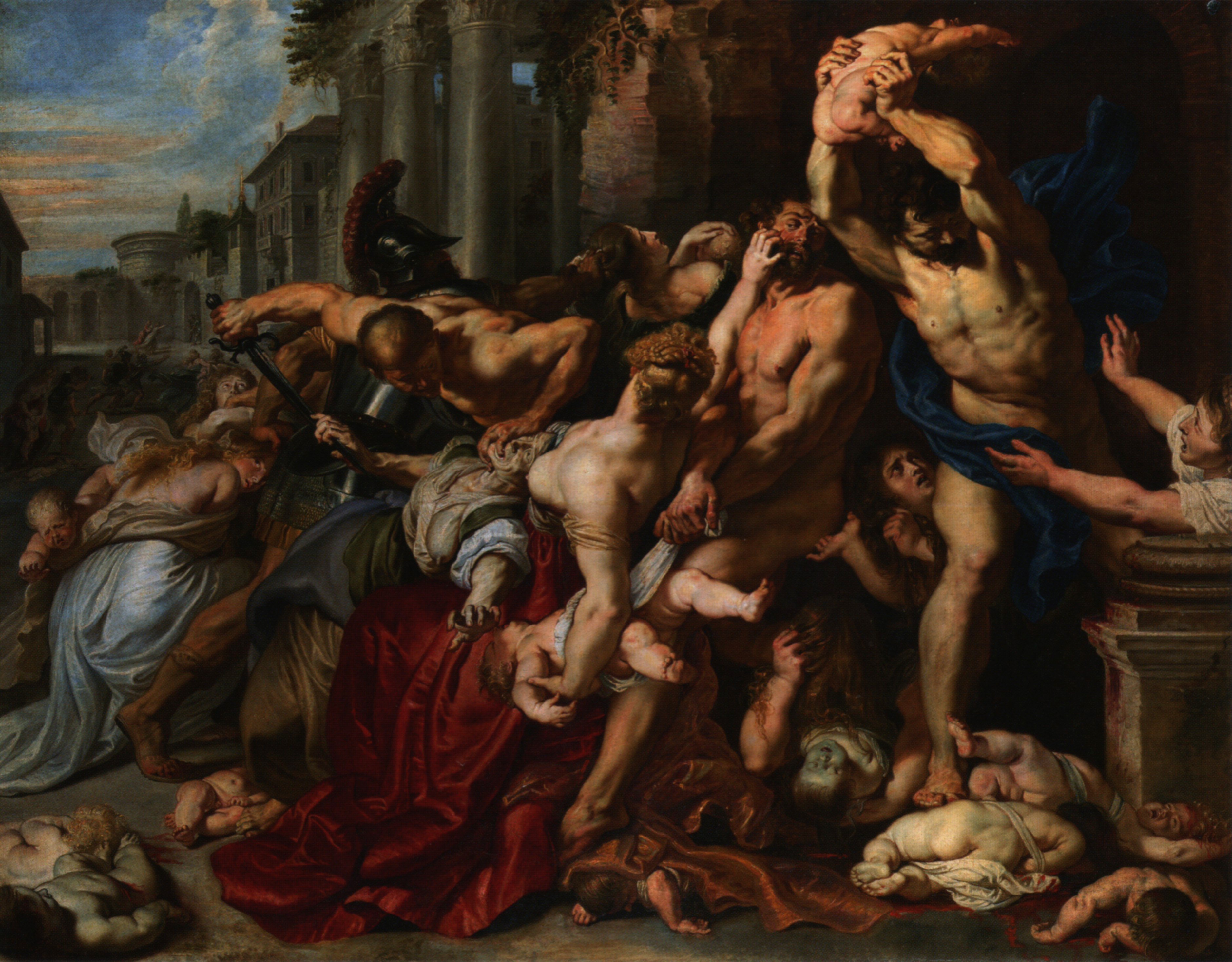
Питер Пауль Рубенс, Избиение младенцев, 1611
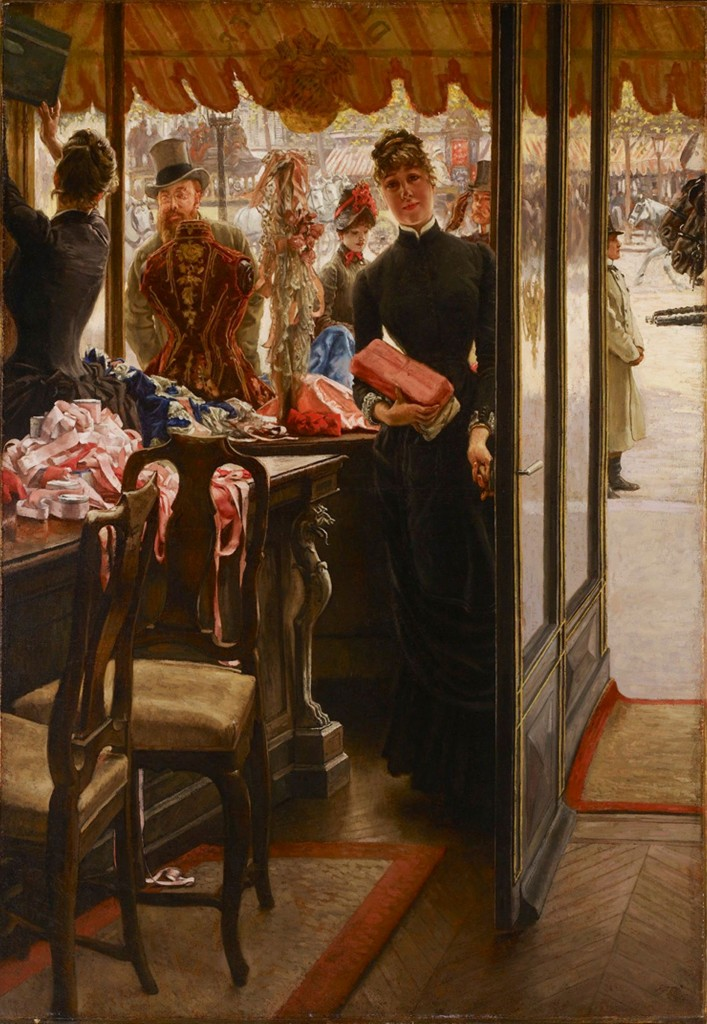
Джеймс Тиссо, Продавщица, 1885
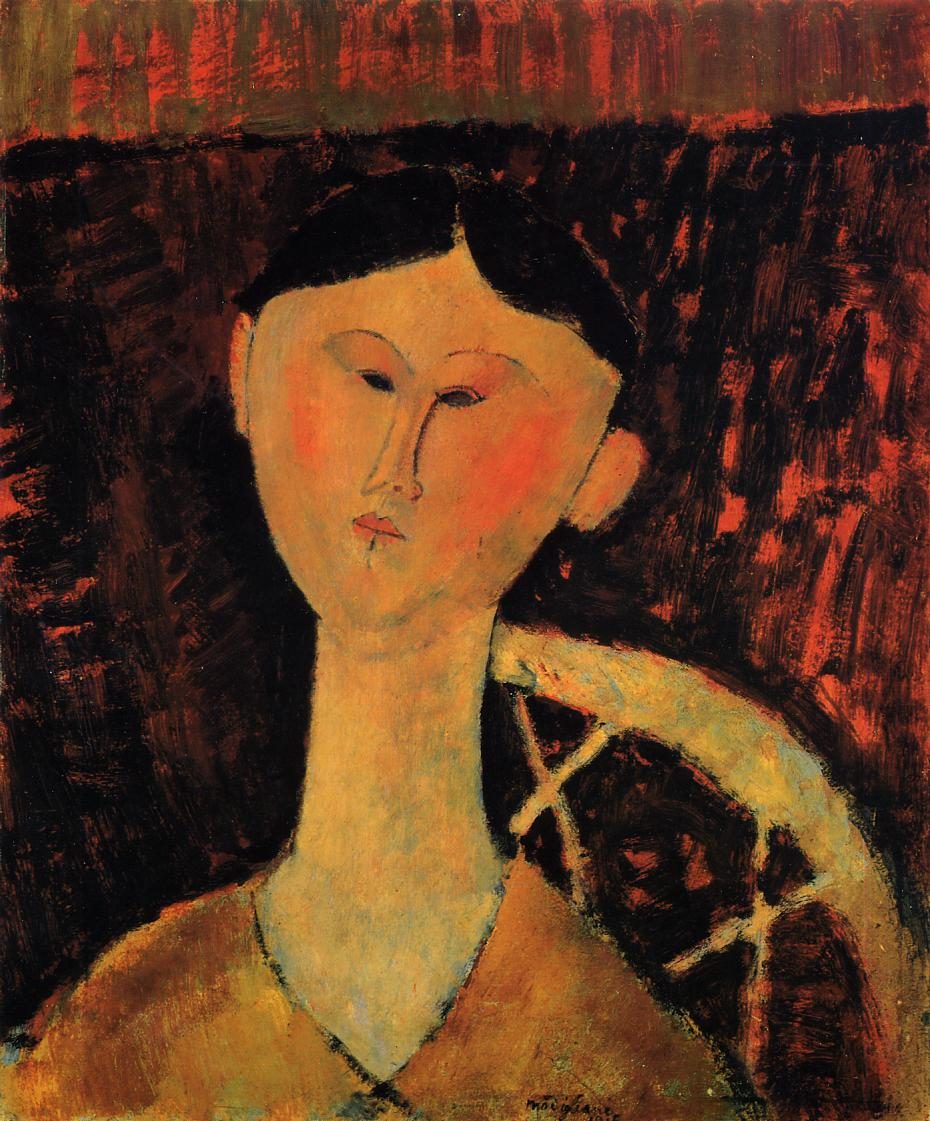
Амадео Модильяни, Портрет миссис Гастингс, 1915
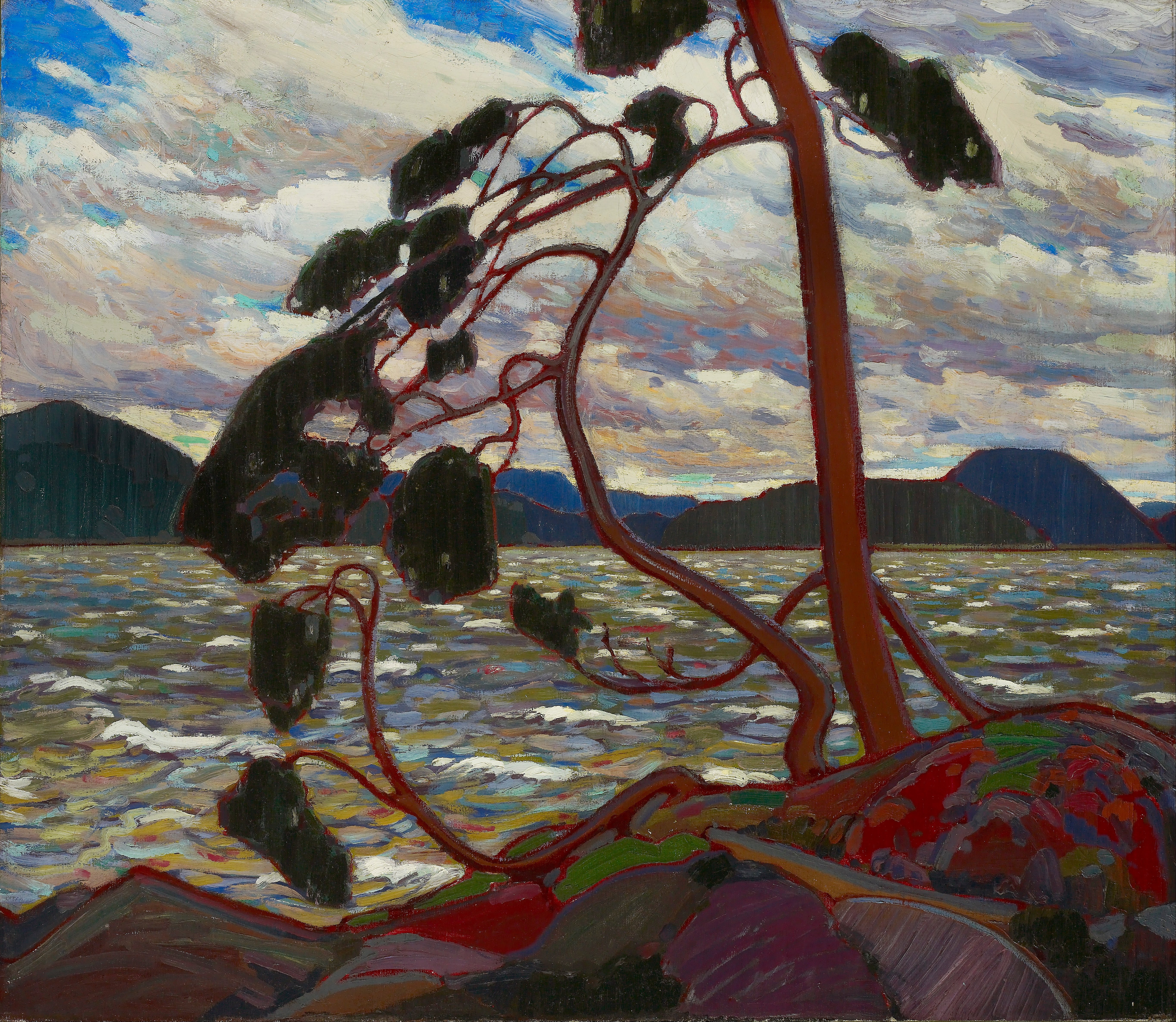
Том Томсон, Западный ветер, 1916—1917